# パンプルムース県
パンプルムース県(Pamplemousses District)は、モーリシャスの県。
2015年の人口は13万9752人、面積は178.7km2、人口密度は782人/km2。
モーリシャス島の北部に位置する。
県都はトリオレット。
パンプルムースとは、フランス語でグレープフルーツを意味する。

## 施設
パンプルムース県は、モーリシャスの名所のひとつであるSSR植物園（サー・シウサガル・ラングーラム植物園）があることで知られる。
この植物園はピエール・ポワブル(Pierre Poivre9によって1770年に建てられ、モーリシャスの初代首相であるシウサガル・ラングーラムを記念して1988年に現在の名称に改称した。
この植物園は25haあり、中には各種スパイスやサトウキビ、コクタンや85種類のヤシなど、モーリシャス島の位置するインド洋周辺に広がるアフリカやアジアから多種多様な植物が集められている。

## 隣接する県
- リヴィエール・デュ・ランパール県
- フラック県
- モカ県
- ポートルイス県